# Zdravko Rajkov
Zdravko Rajkov (Serbisch: Здравко Рајков) (* 5. Dezember 1927 in Čurug; † 30. Juli 2006 in Mexiko-Stadt) war ein jugoslawischer Fußballspieler und -trainer.

## Biografie
Rajkov begann seine Karriere beim FK Vojvodina Novi Sad, mit dem er 1950 in die höchste jugoslawische Spielklasse aufstieg. Der Stürmer etablierte sich mit der Mannschaft in der ersten Liga und avancierte schnell zum Auswahlspieler in der jugoslawischen Nationalmannschaft. Mit der Auswahlmannschaft gewann er bei den Olympischen Spielen 1952 die Silbermedaille. Bei der Weltmeisterschaft 1958 gehörte er zum Kader von Nationaltrainer Aleksandar Tirnanić. In allen drei Gruppenspielen eingesetzt verhalf er mit einem Tor beim 3:3-Unentschieden gegen Paraguay zum Erreichen des Viertelfinales. Gegen den späteren WM-Vierten Deutschland schied er mit der Mannschaft dort nach einem Tor von Helmut Rahn mit einer 0:1-Niederlage aus.
1962 verließ Rajkov als Vizemeister Jugoslawien und wechselte in die Schweiz zum FC Lausanne-Sport. Bereits nach einem Jahr zog er innerhalb der Nationalliga weiter, beim FC Biel-Bienne spielte er bis zu seinem Karriereende 1966. Anschließend kehrte er als Trainer zum FK Vojvodina zurück. 1968 ging er als Nationaltrainer zur iranischen Nationalmannschaft. Ab 1970 war er als Vereinstrainer im Iran tätig, mit Esteghlal Teheran gewann er zweimal die Landesmeisterschaft. 1977 übernahm er Sepahan Isfahan für eine Spielzeit.
1978 verließ Rajkov den Iran und ging als Nationaltrainer nach Algerien. Mit der algerischen Nationalmannschaft erreichte er im Duett mit Mahieddine Khalef das Endspiel der Afrikameisterschaft 1980, dieses wurde jedoch gegen Nigeria verloren. Anschließend war er alleine für die Auswahl verantwortlich, wurde aber 1981 durch Jewgenij Rogow, Mohamed Maouche und Rabah Saâdane ersetzt. Anschließend ging er nach Spanien, wo er den Zweitligisten FC Córdoba trainierte. Später ließ er sich in Nordamerika nieder, 2006 verstarb er in Mexiko.